# Wupatzsee
Der Wupatzsee (von altpolabisch *vopoka „Felsen, Kalkstein, Mergel“) ist ein rund neun Hektar großes Gewässer auf der Gemarkung der Stadt Erkner im Landkreis Oder-Spree im Land Brandenburg.

## Lage
Der See liegt östlich des Stadtzentrums. Die Landstraße 38 führt als Fangschleusenstraße nördlich des Sees in östlicher Richtung aus dem Ort. Sie stellt gleichzeitig eine Verbindung zur Bundesautobahn 10 her, die östlich des Sees in Nord-Süd-Richtung am Gewässer vorbeiführt. Zwischen der Autobahn und dem Wupatzsee liegt weiterhin der Heidereutersee. Südlich fließt in Ost-West-Richtung die Löcknitz am See vorbei. Zu ihr besteht nach Süden hin über einen schmalen Stichkanal eine Verbindung, die von einer Holzbrücke überspannt wird.

## Nutzung

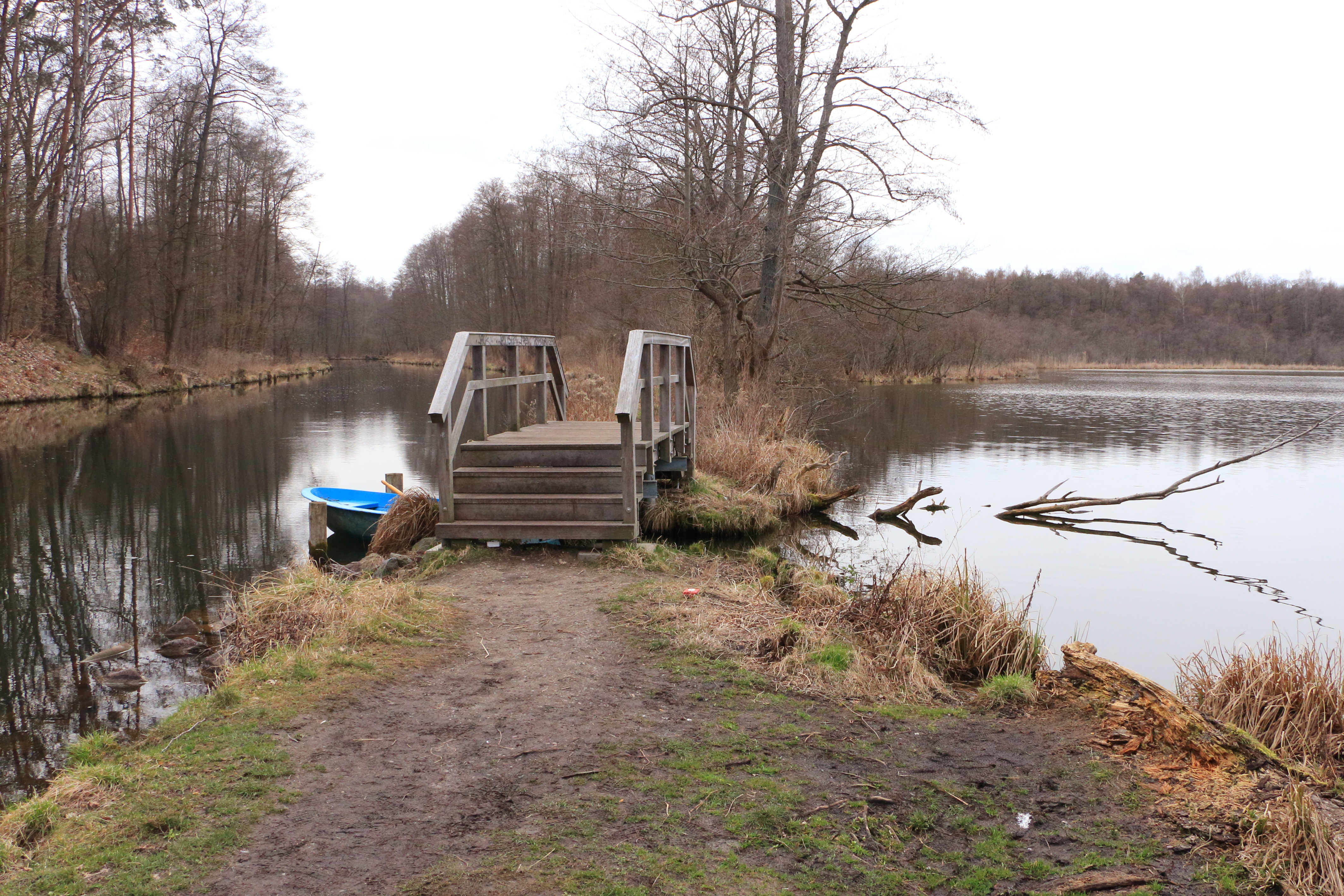
Holzbrücke zwischen Löcknitz und Wupatzsee

Der zuflusslose See wird zum Angelsport und für die Berufsfischerei genutzt. Im Gewässer wurden insbesondere Brassen, Rotaugen, Rotfedern und Karpfen nachgewiesen. Ein als Leistikowweg bezeichneter Wanderweg führt um den See herum, der im Jahr 2020 um einen 3,6 km langen Rundweg mit einem Lehrpfad und einer Schutzhütte ergänzt wurde. Auf 16 Stationen werden kindgerechte Informationen zur Fauna und Flora rund um die Region dargeboten, die von einem Waldwichtel Wupatz gezeigt werden.